# خواجه‌مات ارکینوف
خواجه‌مات ارکینوف (به ازبکی: Khojimat Erkinov؛ زاده ۲۹ مه ۲۰۰۱) یک بازیکن فوتبال ازبکستانی است که در تیم‌های فوتبال پاختاکور تاشکند و تیم ملی ازبکستان بازی می‌کند.

## حرفه

### بین‌المللی
او در ۳ سپتامبر ۲۰۲۰ در بازی دوستانه مقابل تاجیکستان برای تیم اصلی ازبکستان به میدان رفت.
| تیم ملی ازبکستان | تیم ملی ازبکستان | تیم ملی ازبکستان |
| سال              | بازی             | گل               |
| ---------------- | ---------------- | ---------------- |
| ۲۰۲۰             | ۱                | ۰                |
| جمع              | ۱                | ۰                |

آمار دقیق از زمان بازی در ۳ سپتامبر ۲۰۲۰.